# Lepanthes avis
Lepanthes avis är en orkidéart som beskrevs av Heinrich Gustav Reichenbach. Lepanthes avis ingår i släktet Lepanthes och familjen orkidéer. Inga underarter finns listade i Catalogue of Life.